# 仏国寺青雲橋と白雲橋

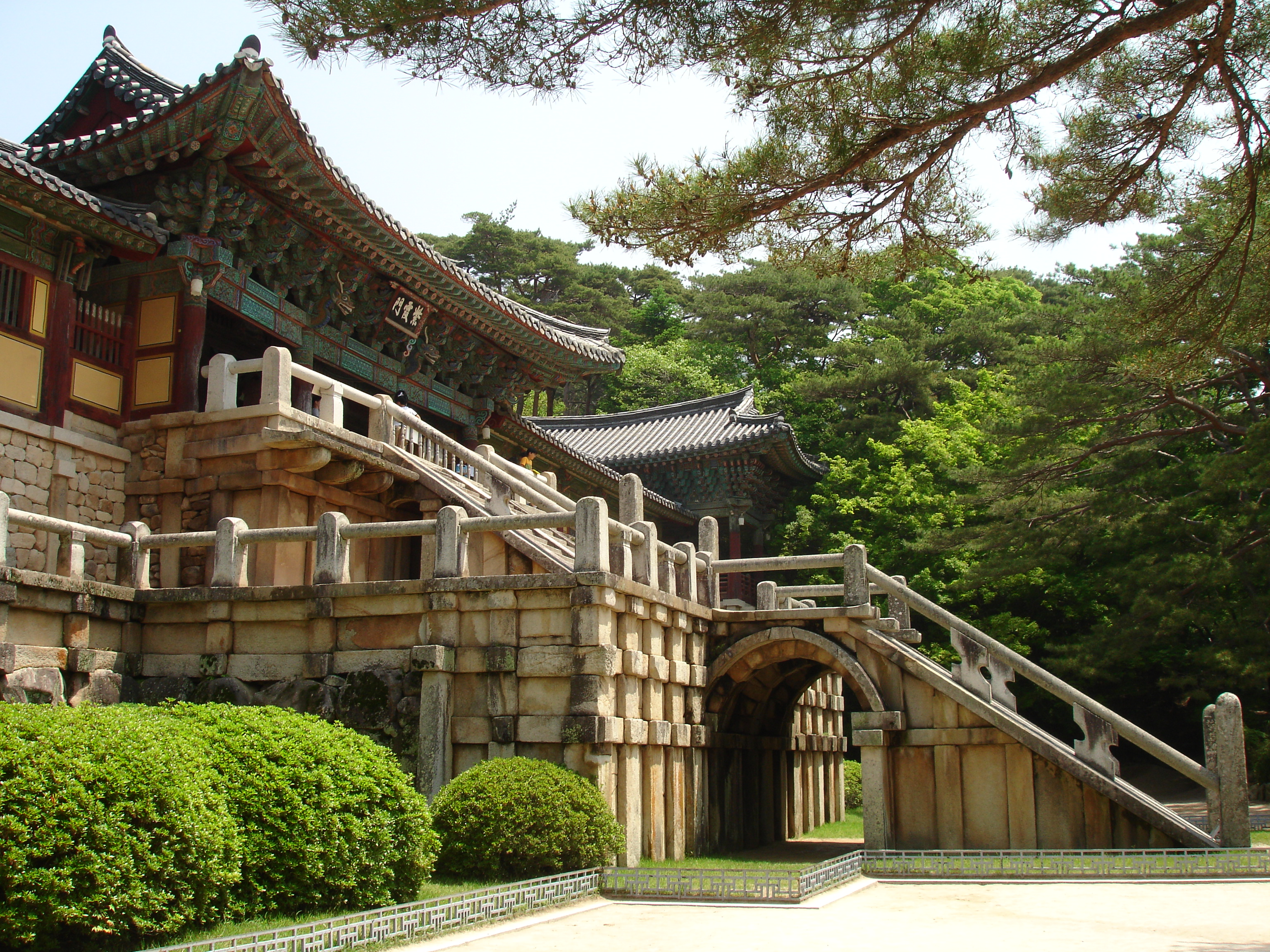
青雲橋と白雲橋の西面

仏国寺青雲橋と白雲橋（ぶっこくじ せいうんきょうとはくうんきょう、ハングル: 불국사 청운교 및 백운교〈プルグクサ チョンウンギョ ミッ ペグンギョ〉）は、韓国、慶尚北道慶州市の仏国寺にある統一新羅時代（8世紀）に建造された2段形式の石造階段である。1962年12月20日、大韓民国国宝第23号に指定された。仏国寺は「石窟庵」とともに、1995年、国際連合教育科学文化機関（ユネスコ、UNESCO）の世界遺産（文化遺産）に登録されている。

## 名称
青雲橋と白雲橋は、東の大雄殿（ハングル: 대웅전〈デウンジョン〉）に向かう紫霞門（しかもん、ハングル: 자하문〈チャハムン〉）につながる2段形式階段であり、青雲橋（チョンウンギョ）を青年、白雲橋（ペグンギョ）を白髪の老人のように人生の象徴として捉えられることもある。一般には青雲橋を下段、白雲橋を上段として説明されるが、本来は上段が青雲橋で、下段が白雲橋であり、「仏国寺古今創記」や「東京遊録」からも確認される。一方、西側の蓮華橋と七宝橋（国宝第22号）は、蓮華橋（ヨンファギョ）を下段、七宝橋（チルボギョ）を上段とするが、これは「仏国寺古今創記」にある通りで、さらに下段には蓮華（ハスの花）の意匠があることからも明らかである。

## 歴史
仏国寺は、新羅第23代法興王（在位514-540年）代の530年頃（法興王15年〈528年〉ないし法興王22年〈535年〉）に創建されたと伝わるが様相の手掛かりはなく、その後、統一新羅の景徳王10年（751年）、宰相の金大城（700-774年）の発願により再び建立され、恵恭王16年（780年）に完成したとされる。青雲橋と白雲橋の石造構造物（石梯）も、この大城が発願し建立した当時のものと推定される。
朝鮮時代の仏教弾圧による廃寺を経て、宣祖26年（1592年） の壬辰倭乱（文禄の役）により焼失したが、石造物は残り、孝宗10年（1659年）に一部が再建された。石造階段は、1902年の状態において大きく崩れていたが、1924-1936年うちに石造遺物を含めた修復がなされた後、仏国寺は、その間に加えられた変形も踏まえて1969-1971年に復元工事が実施された。

## 構造
青雲橋と白雲橋は、橋の下の俗世（此岸）から橋の上の彼岸世界を象徴する大雄殿に向かう紫霞門につながり、かつて橋の下には蓮（ハス）の池があったといわれる。上段は16段、下段が18段（17段）、計34段（33段）である。

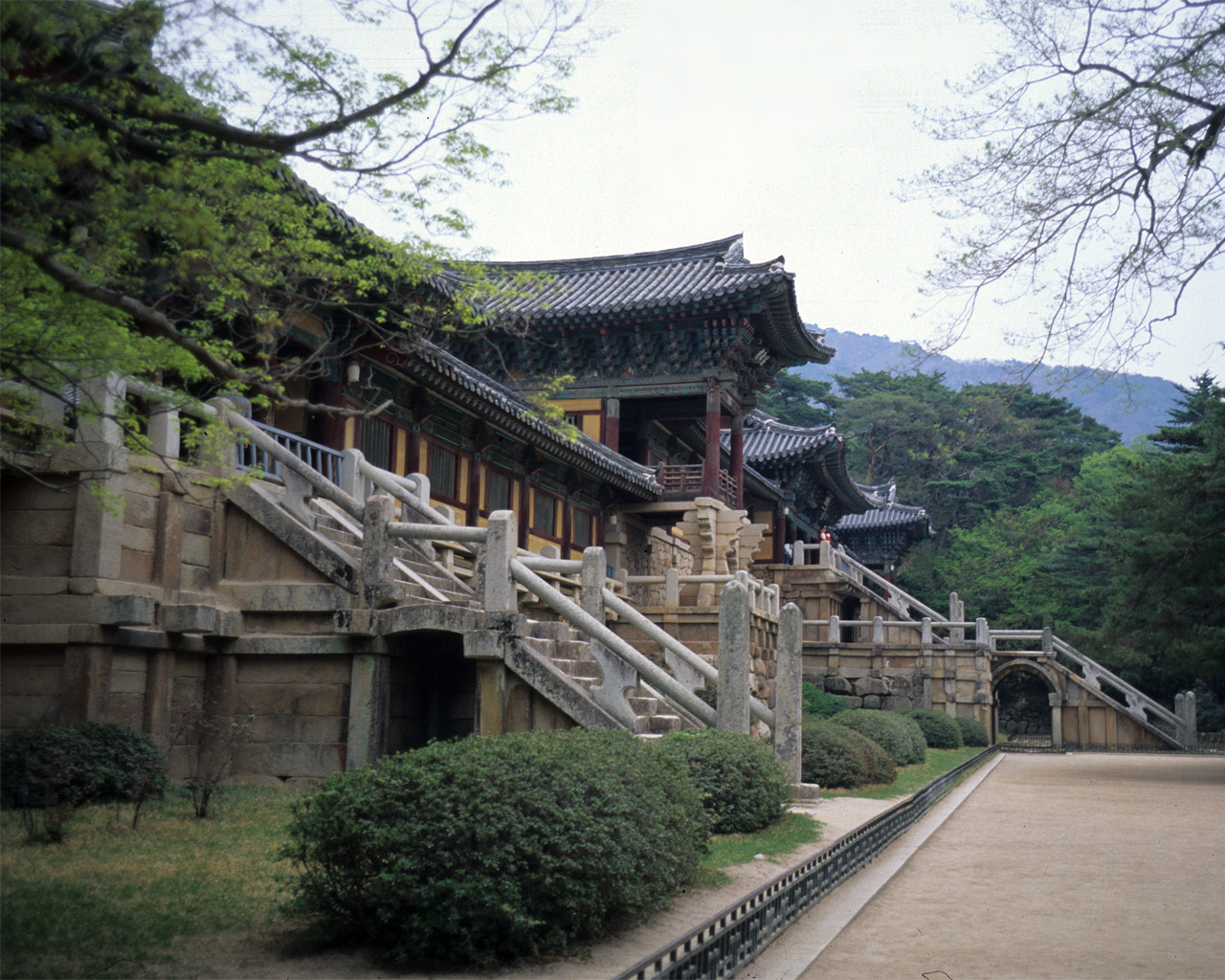
蓮華橋と七宝橋（手前）

一方の西の安養門（ハングル: 안양문〈アニャンムン〉）に向かう蓮華橋と七宝橋は、上段（七宝橋）8段（7段）、下段（蓮華橋）10段、計18段（17段）となる。青雲橋と白雲橋ならびに蓮華橋と七宝橋は、ともに花崗岩により構築される。
青雲橋と白雲橋は、下段（18段）の高さ3.82メートル、幅5.14メートル。上段（16段）は高さ3.15メートル、幅5.09メートルであり、階段は中央の登桁（のぼりげた）により左右2列に分かれる。下段にはかつて中央の登桁に稜線が設けられ、左右の端の登桁に欄干を備えていたとされるが、現在は石欄の親柱（上下の石柱）のみが残存する。
下段と上段との間の踊場の下方は切石によりアーチ（迫持〈せりもち〉アーチ）を構築して通路が設けられるとともに、踊場の両側にある葛石（かずらいし〈甲石〉）の隅飾りは反るように加工され、同様の手法は多宝塔（国宝第20号）や釈迦塔（三層石塔〈国宝第21号〉）にも認められる。上段は下段よりやや縮小されるが同様の技巧により構築され、上部の階下にも小さいアーチ通路が見られる。